# 緒方禎己
緒方 禎己（おがた よしみ、1963年〈昭和38年〉6月10日 - ）は、日本の警察官僚。

## 来歴
福岡県福岡市出身。久留米大学附設中学校・高等学校で中高6年間の寮生活を経て、1987年（昭和62年）3月、東京大学法学部を卒業。同年、警察庁へ入庁。
入庁後、在ロシア日本国大使館一等書記官、愛知県警察刑事部長、警察庁生活安全局情報技術犯罪対策課長、警察庁長官官房人事課長、警視庁警備部長、京都府警察本部長、内閣官房内閣審議官（内閣官房副長官補付）、警視庁警務部長などを歴任。警視庁警備部長在任時には、アメリカ合衆国のバラク・オバマ大統領（当時）の広島訪問などの対応にあたった。
2020年（令和2年）1月17日、警視庁副総監兼犯罪抑止対策本部長事務取扱・人身安全関連事案総合対策本部長事務取扱・オリンピック・パラリンピック競技大会総合対策本部長事務取扱・サイバーセキュリティ対策本部長事務取扱に就任。
2021年（令和3年）9月22日、警察庁生活安全局長に就任。
2022年（令和4年）8月30日、警察庁次長に就任。2024年（令和6年）1月1日、同日発生した能登半島地震を受けて設置された特定災害警備本部の本部長として対応に当たった。
同年1月26日、警視総監に就任。在任中、衆議院東京都第15区の補欠選挙で、政治団体「つばさの党」の代表らが他陣営の選挙カーを追い回すなどの妨害行為で逮捕された公職選挙法違反事件を指揮し、ホストクラブに借金のある女性を風俗店に斡旋したとされるスカウトグループを摘発するなど、悪質ホストクラブ問題への対策に取り組んだ。2025年（令和7年）1月28日、辞職。